# Juncus valvatus
Juncus valvatus är en tågväxtart som beskrevs av Heinrich Friedrich Link. Juncus valvatus ingår i släktet tåg, och familjen tågväxter. IUCN kategoriserar arten globalt som nära hotad. Inga underarter finns listade i Catalogue of Life.